# Ingvar Selin
Karl Ingvar Selin, född 14 november 1922 i Linköping i Östergötlands län, död 24 april 1996 i Danderyds församling i Stockholms län, var en svensk elektroingenjör. 
Selin, som var son till åkare Karl Selin och Ester Svensson, avlade studentexamen 1941, utexaminerades från Kungliga Tekniska högskolan 1947, blev teknologie licentiat 1950 och disputerade för doktorsgraden vid Massachusetts Institute of Technology 1955. Han blev förste assistent och lärare vid Kungliga Tekniska högskolan, tekniska läroverket i Stockholm och Kursverksamheten vid Stockholms högskola 1946, var forskare vid Laboratory for Insulation Research 1950, vid Westinghouse Electric Corporation i Pittsburgh 1951, chief network analyzer där 1952, verksam vid Kungliga Tekniska högskolan 1953, i USA 1954, blev förste driftsingenjör vid Kungliga Tekniska högskolan 1955, förste forskningsingenjör där 1961 och docent i elkraftteknisk driftteori där 1962. Han var ledamot av Svenska Elektriska Kommissionens sakkunnignämnd för kraftteknik. Ingvar Selin är begravd på Danderyds kyrkogård.